# 内宫 (印度)
28°39′22″N 77°14′37″E / 28.656087°N 77.243579°E

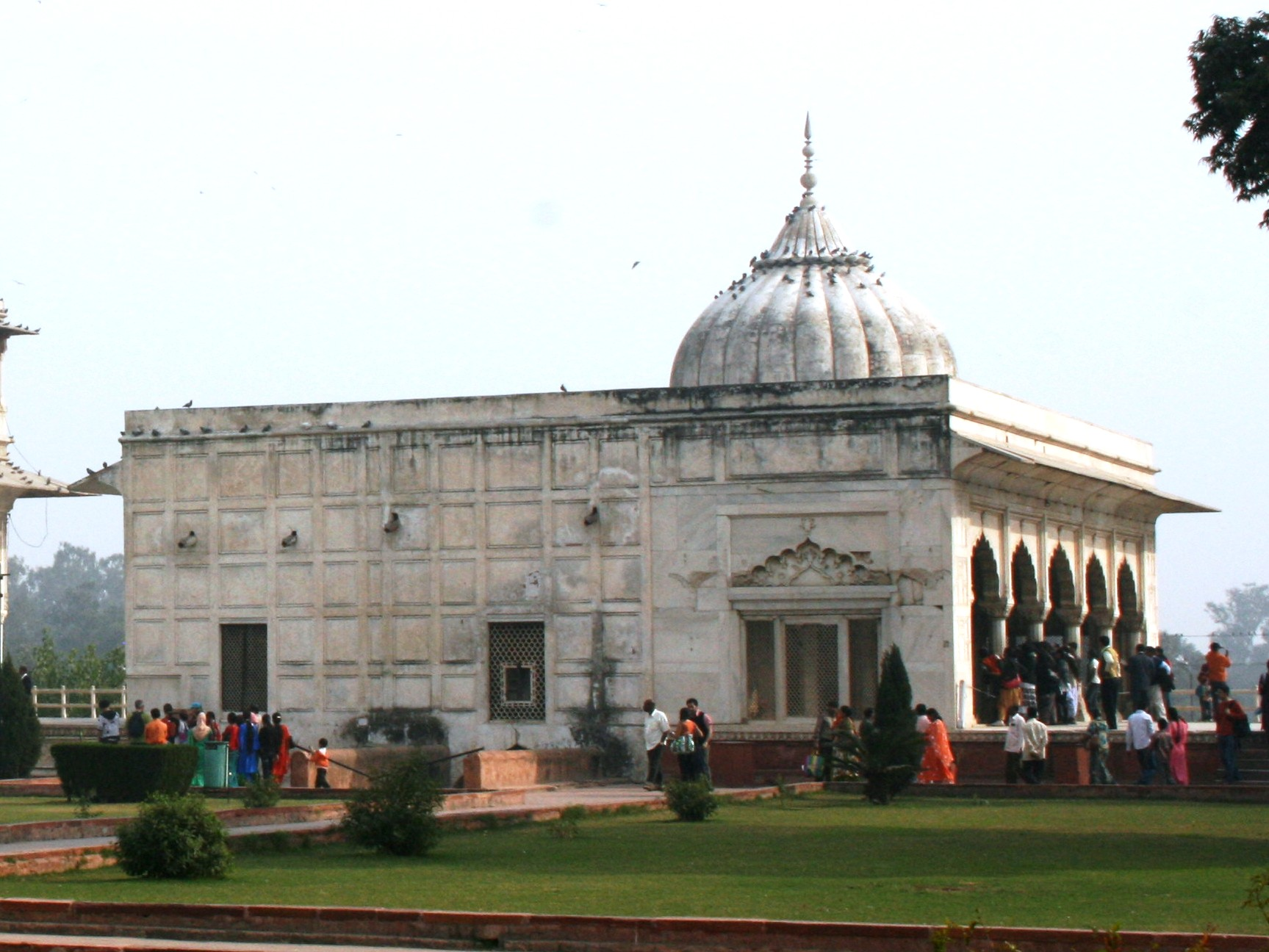
内宫

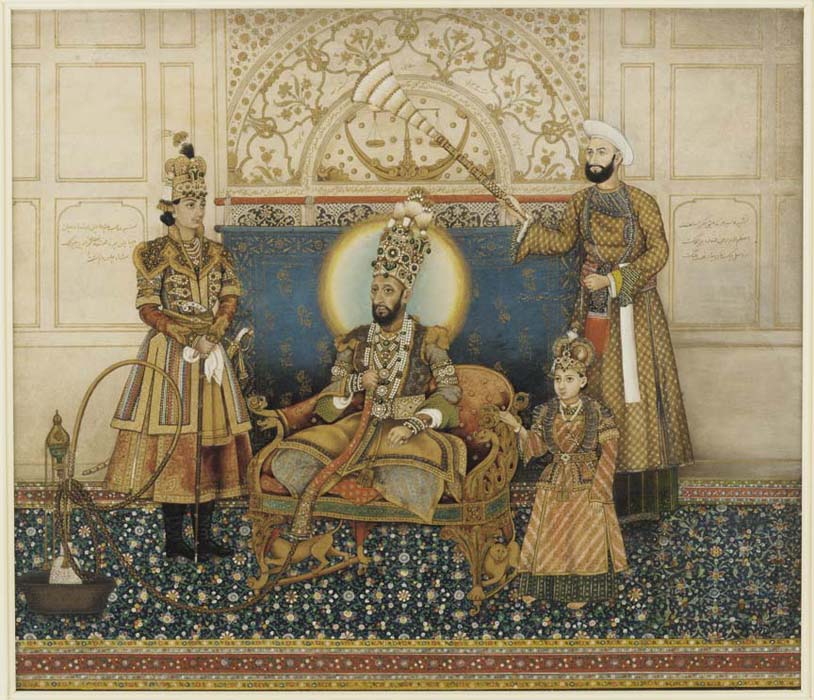

内宫（Khas Mahal）位于印度德里红堡内，是莫卧儿帝国皇帝的寝宫。
内宫由三部分组成，Viz-tasbih-khana、khwabgah和tosha-khana。内部装饰有雕花的白色大理石，画上五颜六色的花卉装饰。天花板也是部分镀金。大理石屏风雕刻有公平秤 (Mizan-i-adal)。 公平秤用来表现皇帝的公义。
内宫以东的斜塔称为八角塔（Muthamman Burj）。皇帝每天早上都会在一个名为 Jharokha Darshan 的仪式上发表演说。。

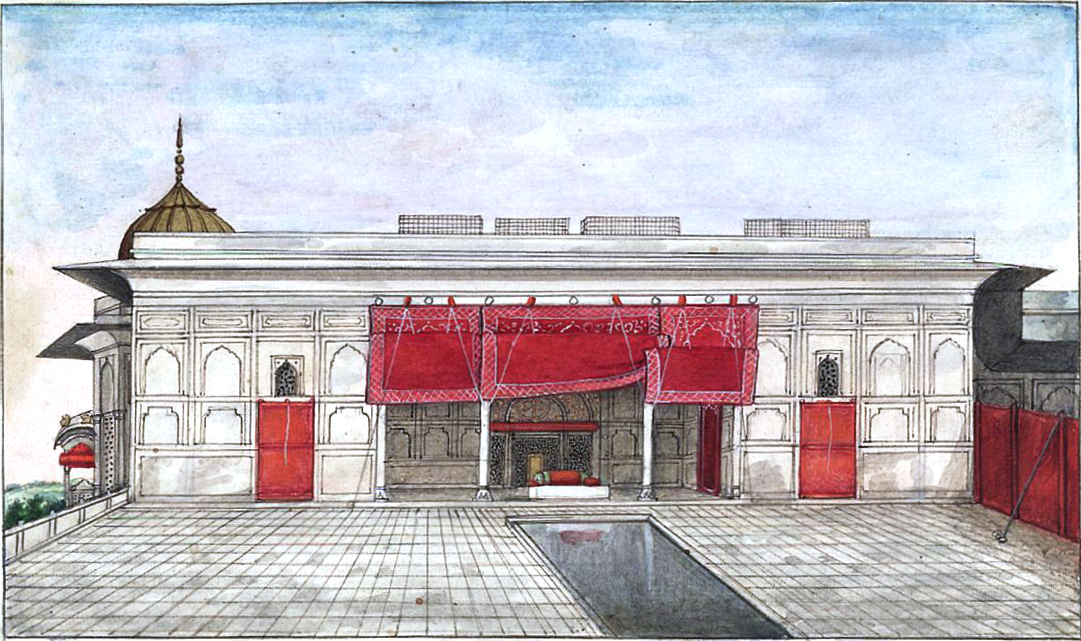
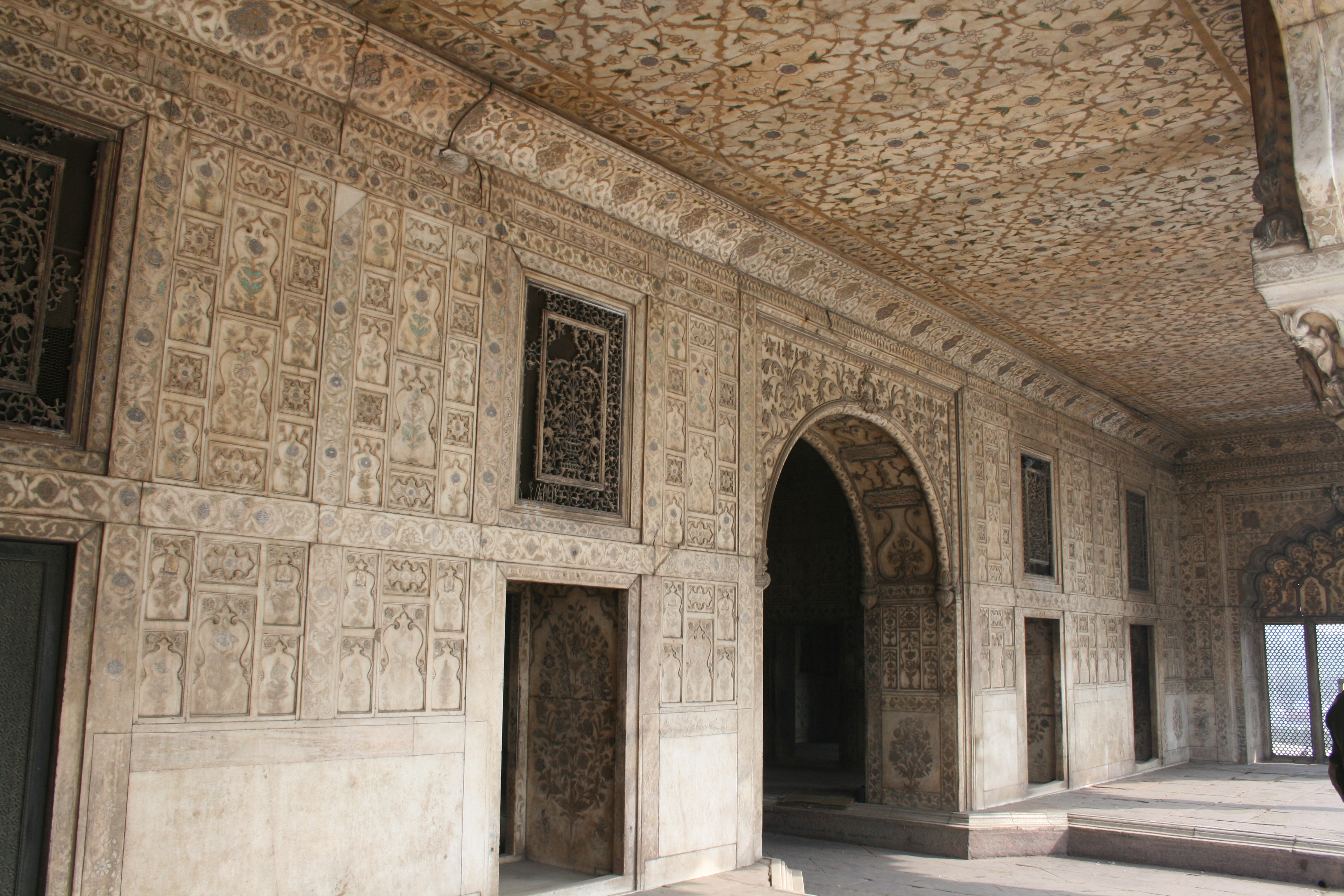
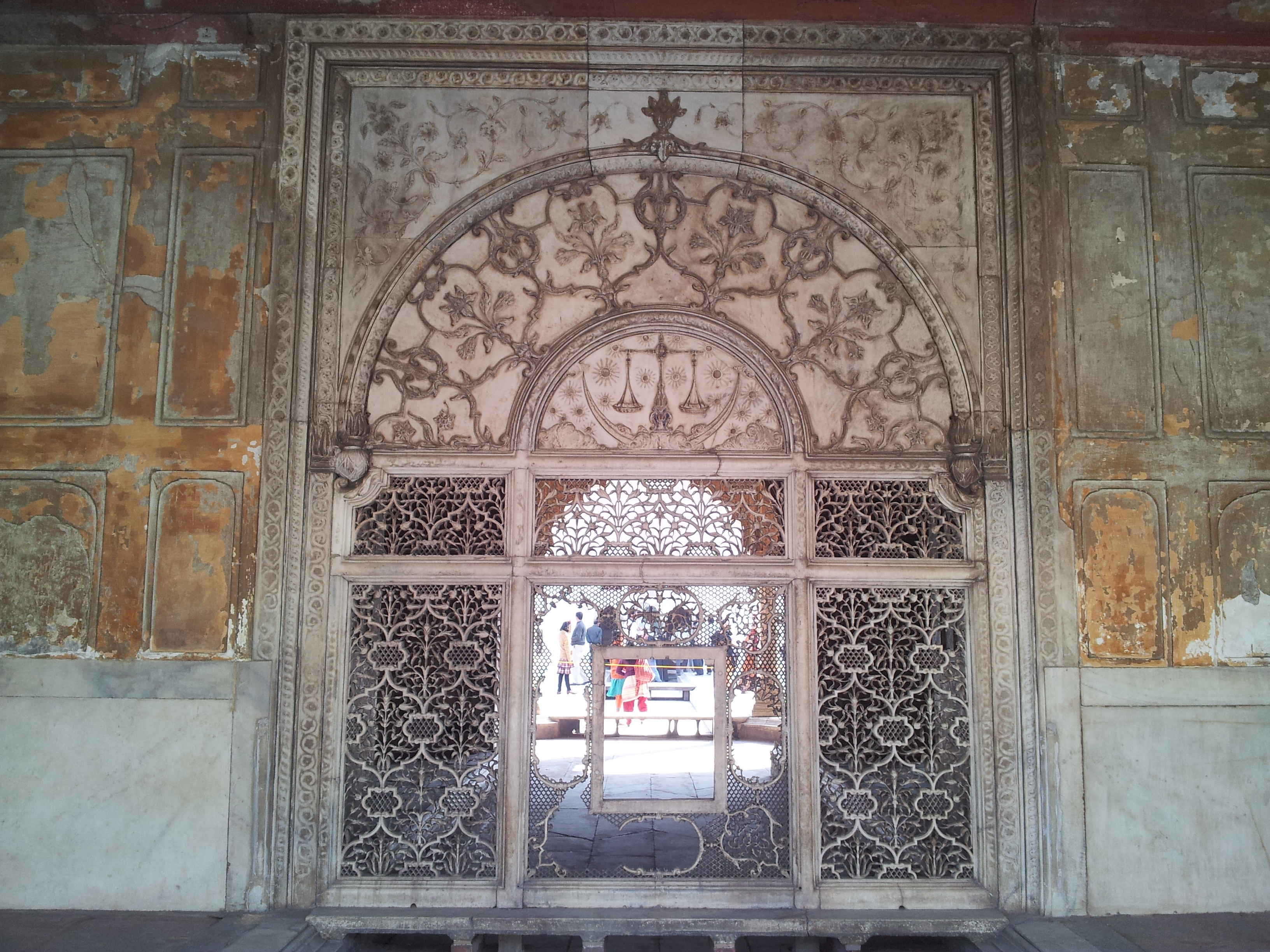